# 368
Évszázadok: 3. század – 4. század – 5. század
Évtizedek: 310-es évek – 320-as évek – 330-as évek – 340-es évek – 350-es évek – 360-as évek – 370-es évek – 380-as évek – 390-es évek – 400-as évek – 410-es évek
Évek: 363 – 364 – 365 – 366 –  367 – 368 – 369 – 370 – 371 – 372 – 373

## Események

### Római Birodalom
- I. Valentinianus és Valens császárokat választják consulnak.
- Az alemannok Rando törzsfő vezetésével meglepetésszerűen megtámadják Moguntiacumot (Mainz) és lakosait lemészárolják.
- Valentinianus 8 éves fia, Gratianus társaságában átkel a Rajnán, feldúlja az alemannok földjeit és a soliciniumi csatában (súlyos veszteségek árán) nagy vereséget mér rájuk. Az alemannok békét kérnek, Valentinianus pedig visszatér Augusta Treverorumba (Trier) telelni.
- Flavius Theodosius átkel Britanniába, Londiniumban üti fel a főhadiszállását és elkezdi megtisztítani a provinciát a fosztogató barbároktól.
- Valens császár az áradások miatt nem tud átkelni a Dunán, hogy ismét hadat viseljen a gótok ellen, hadseregével erődöket építtet.
- Erős földrengés rongálja meg Nicaea épületeit.

## Halálozások
- Nazianzi Caesarius, római orvos és politikus, Szent Gergely öccse

## Fordítás
- Ez a szócikk részben vagy egészben  a(z)   368 című angol Wikipédia-szócikk ezen változatának fordításán alapul.  Az eredeti cikk szerkesztőit annak laptörténete sorolja fel. Ez a jelzés csupán a megfogalmazás eredetét és a szerzői jogokat jelzi, nem szolgál a cikkben szereplő információk forrásmegjelöléseként.